# Port lotniczy Camiguin
Port lotniczy Camiguin (IATA: CGM, ICAO: RPMH) – port lotniczy położony w Mambajao, w prowincji Camiguin, na Filipinach.

## Linie lotnicze i połączenia
| Linia Lotnicza | Kierunek |
| -------------- | -------- |
| Cebgo          | 1. Cebu  |